# Wulstan
Wulstan lub Wulfstan – imię męskie pochodzenia germańskiego, złożone z członów wulf = wilk i stan = kamień.
Wulstan imieniny obchodzi 19 stycznia.
Znane osoby noszące imię Wulstan / Wulfstan:
- św. Wulstan – biskup, jedna z najwybitniejszych postaci Kościoła katolickiego w Anglii, biskup Worcester (zm. 1095)
- Wulfstan – podróżnik, prawdopodobnie anglosaski, który ok. roku 890 dotarł drogą morską do ziem zamieszkanych przez Estów (Prusów) i do portu Truso położonego nad jeziorem Druzno
- Nick Park, właśc. Nicholas Wulstan Park – brytyjski twórca animowanych filmów plastelinowych i lalkowych, w tym Wallace'a i Gromita

## Odpowiedniki w innych językach
- łacina: Wulstanus
- angielski: Wulfstan, Wolstan, Wulstan
- francuski: Wulstan, Wulfstan
- litewski: Vulfstanas
- łotewski: Vulfstans
- niemiecki: Wulstan, Wulfstan
- szwedzki: Wulfstan, Ulfstan
- włoski: Volstano